# Winblastyna
Winblastyna (łac. vinblastinum) – wielofunkcyjny organiczny związek chemiczny, otrzymany z barwinka różowego, lek stosowany w leczeniu nowotworów złośliwych, o działaniu cytostatycznym.

## Mechanizm działania
Alkaloid naturalny uzyskiwany z barwinka różowego. Winblastyna wiąże się z tubuliną, co poprzez zahamowanie powstawania mikrotubul, prowadzi do zaburzeń powstawania wrzeciona podziałowego i w efekcie zatrzymanie mitozy z fazie  metafazy. 
Metabolizm winblastyny przebiega trójfazowo w wątrobie, z następującymi okresami półtrwania I faza 2–6 minut, II faza 53–98 minut oraz III faza 20–24 godzin.

## Zastosowanie

### Wskazania rejestracyjne w Polsce
Chłoniak Hodgkina (ziarnica złośliwa), wszystkie histopatologiczne podtypy i stadia kliniczne chłoniaków nieziarniczych, przewlekłe białaczki limfatyczne, rak jądra. Niekiedy stosuje się w innych nowotworach nieoperacyjnych, ale reagują one na leczenie winblastyną rzadziej niż nowotwory wymienione powyżej.

### Wskazania rejestracyjne w USA

#### Nowotwory dobrze odpowiadające na leczenie
Chłoniak Hodgkina w stadium III i IV (według klasyfikacji z Rye w modyfikacji z Ann Arbor), chłoniak histiocytarny, chłoniak z małych limfocytów, ziarniniak grzybiasty (zaawansowane stadia), rozsiany rak jądra, mięsak Kaposiego, histiocytoza z komórek Langerhansa. 

#### Nowotwory słabo odpowiadające na leczenie
Rak kosmówki oporny na leczenie oraz rak gruczołu sutkowego nie reagujący na optymalne leczenie chirurgiczne endokrynologiczne oraz hormonalne.

## Działania niepożądane
Winblastyna może powodować następujące działania niepożądane u ponad 1% pacjentów: leukopenia, łysienie oraz zaparcie. 

## Dawkowanie
Winblastynę podaje się wyłącznie dożylnie, po wynaczynieniu może nastąpić martwica okolicznych tkanek.